# Dera-patak
Koordináták: é. sz. 47° 38′ 32″, k. h. 19° 04′ 45″47.642222°N 19.079167°E
A Dera-patak a Pilis leghosszabb vízfolyása, amely egyben délkeleti irányból határolja a Visegrádi-hegységet. A Pomázi-síkra leérve Szentendre déli határában torkollik a Szentendrei-Duna ágba.

## A patak és a szurdok
Pilisszentkereszti eredettel, Csobánka, Pomáz érintésével Szentendre, Pannóniatelep városrészének déli határában torkollik a Duna szentendrei ágába. A patak legfőbb vízgyűjtő területe a Pilis-tető – Dobogókő közötti térség.
Pilisszentkereszt alatt a Dobogókőről lejövő Kanyargós-patak és a Pilis-patak egyesülése után kezdődik a a patak által vájt Dera-szurdok mély völgye, amely mind földtani, mind geomorfológiai szempontból jelentős természeti értéket képvisel. A szurdokon halad keresztül az Országos Kéktúra útvonala.

## Nevének eredete
A patakot számtalan néven illetik:
- Mély-patak
- Kovács-patak
- Kovácsi-patak
- Dera-patak
- Pilisszentkereszti-patak
- Pomázi-patak.

„Mélly patak” néven szerepel Balla Antal 1771-ben készült térképén.
A dera szó szerb eredetű, jelentése: rés, hasadék. Ezt a nevet pomázi szerbek adták neki.